# William Peverell el Viejo
William Peverell el Viejo  (Latín medieval: Gulielmus Piperellus, c. 1050-28 de enero de 1114), también Geoffrey de Peverell en algunas fuentes, fue un noble caballero normando, barón de Peverell, señor de Harrietsham, que participó en la conquista de Inglaterra (1066). Fue un favorito de Guillermo que participó en la batalla de Hastings y recibió, según el Libro Domesday, una enorme retribución por ello con 162 propiedades en Nottinghamshire y Derbyshire, lo que se denominó colectivamente como el Honor de Peverel. Ostentó el cargo de sheriff de Nottinghamshire. El rey Guillermo le otorgó el custodio (castellano) del castillo de Nottingham y del castillo de Peveril que comenzó a construir su padre Ranulfo Peverel. Domesday lo identifica como uno de los pocos que expresamente se citan como constructores de castillos. Guillermo posiblemente sirvió como condestable del castillo de Dover durante un breve periodo durante o después de la batalla de Hastings. Ocupó el cargo a más tardar el 25 de diciembre de 1066, cuando Odón de Bayeux se convirtió en conde de Kent poco después de la coronación de Guillermo el Conquistador. Fue benefactor de la abadía de Lenton. Tras la caída del obispo Odon, compartió el cargo de condestable de Dover con John de Fiennes desde 1084 cuando le fue concedido el señorío de Harrietsham y ser elegido uno de los ocho caballeros custodios del castillo de Dover; William Peverell aportó 14 caballeros durante 20 semanas por 14 honores de caballero.
Fue responsable de la construcción y estructura original de la Torre de Paverell que ocupó una posición importante en las primeras defensas normandas. La Torre de Peverell también se llamaba Torre del Mariscal, por haber estado ocupada por el Mariscal del Castillo; y también Torre de la Campana, porque en ella se encontraba la campana que avisaba a la guarnición.

## Hijo ilegítimo de Guillermo el Conquistador
Algunas fuentes lo citan como hijo ilegítimo de Guillermo el Conquistador, y de Maude [Athelida], hija de Ingelric el Sajón (c. 1006-1060), fundador de la colegiata de St. Martin's-le-Grand en Londres; otras fuentes consideran que fue un mito, un invento del período Tudor.
Los historiadores que rastrearon la genealogía de la familia Peverell, imputan la paternidad a Ranulfo Peverel de Hatfield (c. 1030-1072), hijo de Ranulfo Wrenroc de Peverell (c. 1009-2 de julio de 1035) señor de Powys, Gales.

## Herencia
Se casó con Adelina de Ponthieu (c. 1054-1119), con quien tuvo descendencia:
- Un hijo llamado William que murió muy niño;
- William Peverell el Joven;
- Maud [Matilde] de Peverell, esposa de Robert de Tours (c. 1080-1150);
- Mellette de Peverell (c. 1077-1100), esposa de Guy I le Strange (c. 1048-1105);
- Adeliza de Peverell, esposa de Richard de Vernon, señor de Wight (m. 1137);
- Henry Peverell (c. 1081-?).